# Masters of Reality
Masters of Reality es una banda de hard rock formada en 1981 por el guitarrista y cantante Chris Goss y por Tim Harrington en Syracuse. La banda a menudo es asociada con la escena de Palm Desert, que incluye a bandas como Kyuss, Queens of the Stone Age y muchas otras bandas de stoner rock o (como ellas prefieren llamarlo) "desert rock". La banda debe su nombre al álbum Master of Reality de Black Sabbath.
La banda ha tocado muchos estilos, desde hard rock a blues y desde rock progresivo a música pop Beatlesque.
Goss también es un notable productor (Kyuss, Queens of the Stone Age, Soulwax, Melissa Auf der Maur, The Eighties Matchbox B-Line Disaster) y ha contribuido con muchas otras bandas de la escena de Palm Desert y más allá.
El nuevo álbum Pine/Cross Dover fue lanzado el 24 de agosto de 2009.

## Discografía

### Álbumes de estudio
- 1988 - Masters of Reality
- 1992 - Sunrise on the Sufferbus
- 1999 - Welcome to the Western Lodge
- 2001 - Deep in the Hole
- 2004 - Give Us Barabbas
- 2009 - Pine/Cross Dover

### Álbumes en vivo
- 1997 - How High the Moon: Live at the Viper Room
- 2003 - Flak 'n' Flight